# Mairago
Mairago (Mairàgh in dialetto lodigiano) è un comune italiano di 1 386 abitanti della provincia di Lodi in Lombardia, circa 10 km a sud est di Lodi.

## Storia
Di probabile origine romana, fu poi di proprietà dei vescovi di Lodi (XII secolo).
Ebbe come feudatari i signori di Salerano, i Simonetta, i Talenti (1480) e infine i Vaini (1703).
Nel 1773 nacque a Mairago il noto naturalista e botanico Agostino Bassi. Post mortem il comune gli dedicò una delle vie principali del paese 
In età napoleonica (1809-16) al comune di Mairago fu aggregata Grazzanello, ridivenuta autonoma con la costituzione del Regno Lombardo-Veneto e aggregata definitivamente nel 1869.

### Simboli
Lo stemma e il gonfalone sono stati concessi con decreto del presidente della Repubblica del 7 giugno 1962.
Stemma
Gonfalone

## Monumenti e luoghi d'interesse
Da segnalare la chiesa parrocchiale di San Marco nel capoluogo e quella di San Giorgio (in fraz. Basiasco), risalenti al XVII secolo.

## Cultura

### Musei
Ecomuseo della cascina Grazzanello, composto da vari edifici rurali, tra cui una ex stalla con all'interno circa 250 attrezzi agricoli, una ex scuderia e un molino ad acqua dotato di macine in pietra e già censito nel Catasto Teresiano del 1723 come "Pila da riso e mulino".

### Osservatorio astronomico lodigiano
Mairago è la sede dell'Osservatorio astronomico lodigiano, aperto al pubblico per la divulgazione scientifica e per l'osservazione astronomica. L'Osservatorio è un luogo di incontro per molti appassionati di astronomia provenienti da tutta la provincia e luogo di visite da parte di numerose scolaresche.

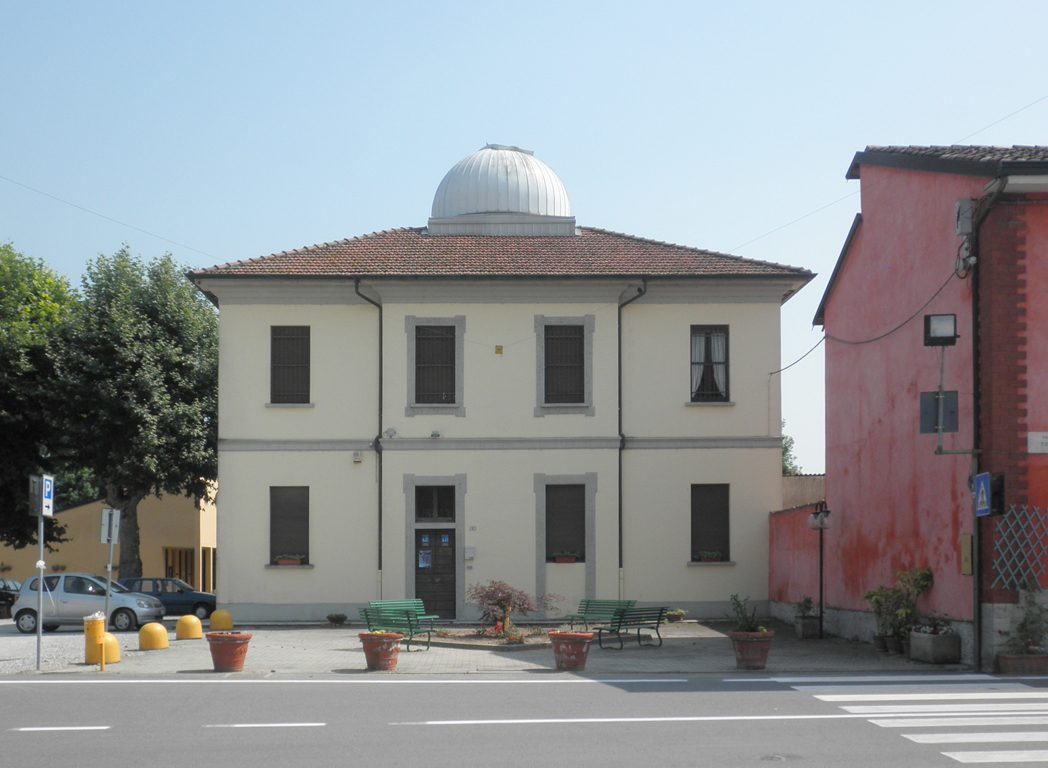
Veduta frontale dell'Osservatorio astronomico lodigiano, in piazza a Mairago (LO)

La cupola dell'Osservatorio è dotata di un telescopio riflettore da 30 cm, un telescopio rifrattore apocromatico da 10 cm e un telescopio dedicato allo studio e osservazione del Sole. Una camera dedicata all'astronomia è in grado di fotografare il cielo e di compiere studi scientifici.

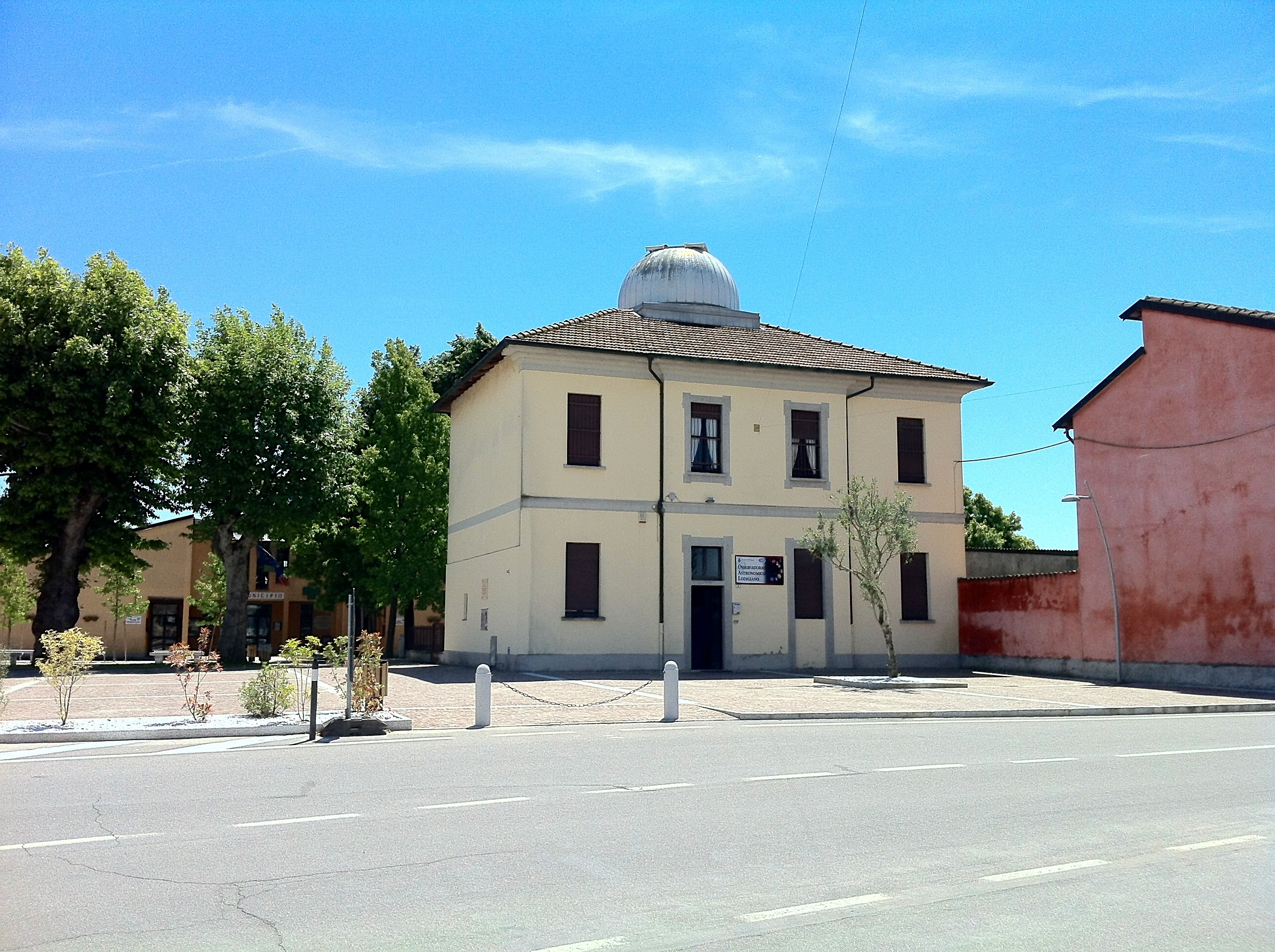
L'edificio dell'Osservatorio astronomico lodigiano, in piazza a Mairago

## Società

### Evoluzione demografica
Abitanti censiti

### Etnie e minoranze straniere
Al 31 dicembre 2008 gli stranieri residenti nel comune di Mairago in totale sono 68, pari al 4,83% della popolazione.

## Geografia antropica

### Frazioni
Possiede lo status di frazione la località di Basiasco.

#### Altre località del territorio
Belvignate, Belvignatino, Codazza, Grazzanellino, Grazzanello, Griona, Gudio, Mulino Nuovo, Rometta, Taiana e Vallazza.

## Economia
L'attività prevalente è l'agricoltura, in special modo legata alla coltura del mais, dell'orzo e, in misura minore, del frumento.
Si stanno rivalutando attualmente le colture della soia.
Notevole e di qualità la produzione del foraggio, ricchi gli allevamenti di bovini da latte, suini, galline ovaiole e conigli.
Caratteristica è inoltre l'apicoltura, con una notevole produzione di miele di qualità. La popolazione attiva gravita in gran parte sul capoluogo lombardo, giacché l'industria meccanica e l'artigianato del legno contano modestissimi insediamenti.
Ormai è pressoché esaurito lo sfruttamento dei giacimenti di gas metano, e gli impianti dell'Agip in frazione Basiasco hanno quindi solo funzione di serbatoi di deposito.

## Amministrazione
Segue un elenco delle amministrazioni locali.
| Periodo | Periodo | Primo cittadino   | Partito                               | Carica  | Note |
| ------- | ------- | ----------------- | ------------------------------------- | ------- | ---- |
| 1945    |         | Mario Ventura     |                                       | Sindaco |      |
| 1946    | 1953    | Gaetano Locatelli |                                       | Sindaco |      |
| 1953    | 1960    | Latino Terzini    |                                       | Sindaco |      |
| 1960    | 1964    | Mario Granata     |                                       | Sindaco |      |
| 1964    | 1974    | Giuseppe Leidi    |                                       | Sindaco |      |
| 1974    | 1975    | Egidio Barbieri   |                                       | Sindaco |      |
| 1975    | 1977    | Giovanni Corrù    |                                       | Sindaco |      |
| 1977    | 1980    | Egidio Barbieri   |                                       | Sindaco |      |
| 1980    | 1985    | Paolo Fasoli      |                                       | Sindaco |      |
| 1985    | 1989    | Giuseppe Leidi    |                                       | Sindaco |      |
| 1989    | 1991    | Pasquale Colonna  |                                       | Sindaco |      |
| 1991    | 1995    | Giulio Terzini    |                                       | Sindaco |      |
| 1995    | 2004    | Elisa Spinoni     |                                       | Sindaco |      |
| 2004    | 2014    | Davide Tei        | lista civica                          | Sindaco |      |
| 2014    | 2019    | Antonio Braghieri | Lista Civica - Solidarietà e Sviluppo | Sindaco |      |

### Gemellaggi
- Dancé (Loira)